# Yunes Sadiki
Yunes Sadiki (en árabe: يونس صديقي‎; nacido el 5 de junio de 1997) es un deportista marroquí que compite en judo. Ganó una medalla en los Juegos Panafricanos de 2019 y cuatro medallas en el Campeonato Africano de Judo entre los años 2019 y 2024.

## Palmarés internacional
| Juegos Panafricanos | Juegos Panafricanos         | Juegos Panafricanos | Juegos Panafricanos |
| Año                 | Lugar                       | Medalla             | Categoría           |
| ------------------- | --------------------------- | ------------------- | ------------------- |
| 2019                | Rabat (Marruecos)           | Medalla de bronce   | –60 kg              |
| Campeonato Africano |                             |                     |                     |
| Año                 | Lugar                       | Medalla             | Categoría           |
| 2019                | Ciudad del Cabo (Sudáfrica) | Medalla de bronce   | –60 kg              |
| 2021                | Dakar (Senegal)             | Medalla de bronce   | –60 kg              |
| 2022                | Orán (Argelia)              | Medalla de bronce   | –60 kg              |
| 2024                | El Cairo (Egipto)           | Medalla de oro      | –60 kg              |